# Heroldsmühle (Heiligenstadt in Oberfranken)

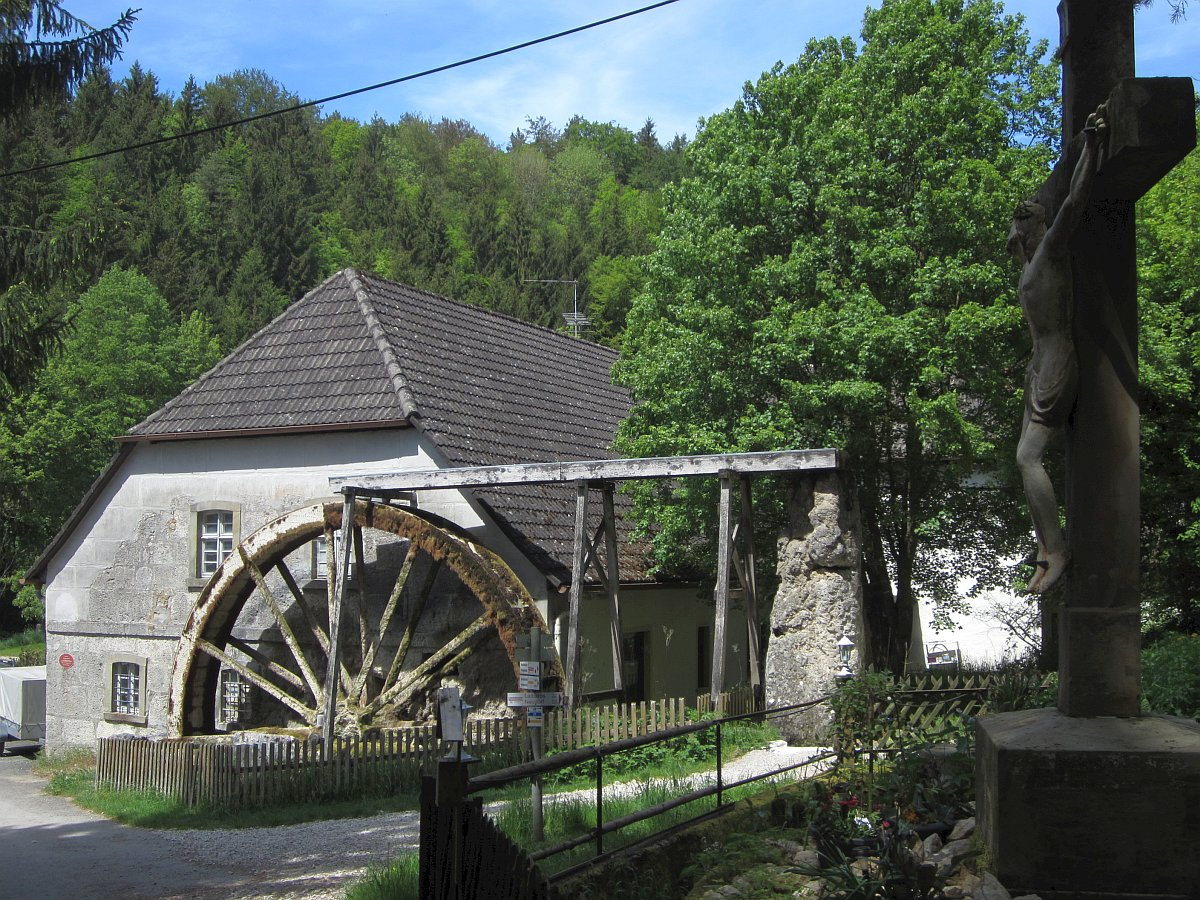
Heroldsmühle mit Mühlrad im Jahr 2016

Heroldsmühle ist ein Gemeindeteil des Marktes Heiligenstadt i.OFr. im oberfränkischen Landkreis Bamberg in Bayern.
Die Mühle liegt in der Fränkischen Schweiz. Im Trockental oberhalb der Heroldsmühle entspringt die Leinleiter.
Besonders hervorzuheben ist an dieser Mühle das alte eiserne Wasser- bzw. Mühlrad aus dem Jahr 1916. Es hat einen Durchmesser von 7,20 Meter und gilt als eines der größten Mühlräder Deutschlands. Der Antrieb des Mühlrades erfolgt durch den Bachlauf (unterschlächtig) und auch oberschlächtig, indem Wasser durch eine hohle Steinsäule nach oben geleitet wird und damit zusätzlich für Antriebskraft sorgt.
Bis 1952 war die Mühle in Betrieb, 1975 wurde das Gebäude restauriert und als Ausflugslokal umgestaltet, das seit November 2010 geschlossen war. Seit Mai 2014 war die Gaststätte wieder geöffnet und bot fränkische Brotzeiten und Erfrischungen an. Im Februar 2016 wurde sie aus persönlichen Gründen wieder geschlossen.
Die Entfernung von der Heroldsmühle bis Bamberg beträgt etwa 25 Kilometer, bis Forchheim etwa 30 Kilometer und circa 60 Kilometer bis Nürnberg.
Die Heroldsmühle ist eine Station auf der Juralinie des Main-Donau-Wegs, eines Fernwanderwegs, der von Lichtenfels nach Regensburg führt und auf dem Frankenweg. 

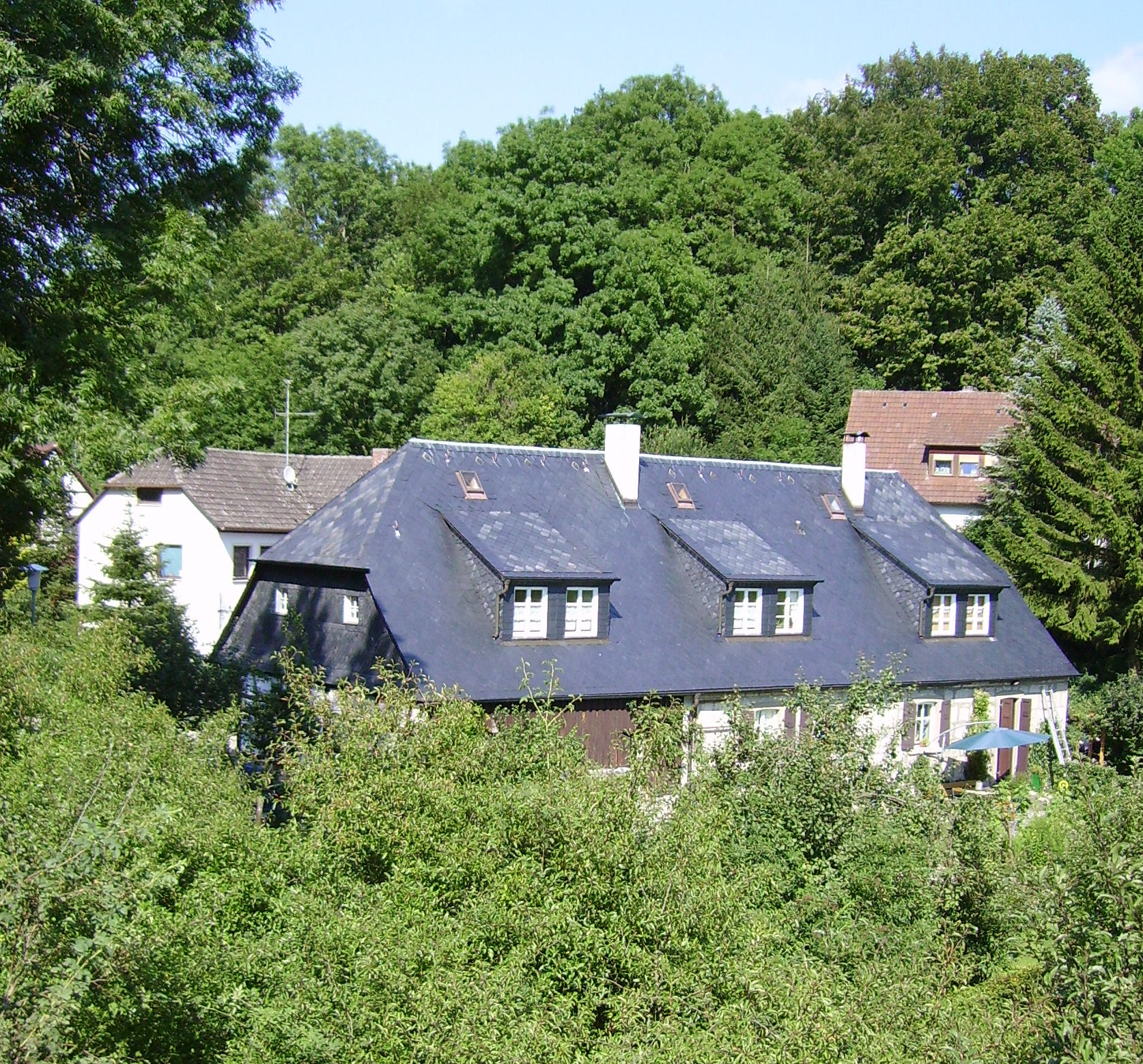
Gesamtansicht
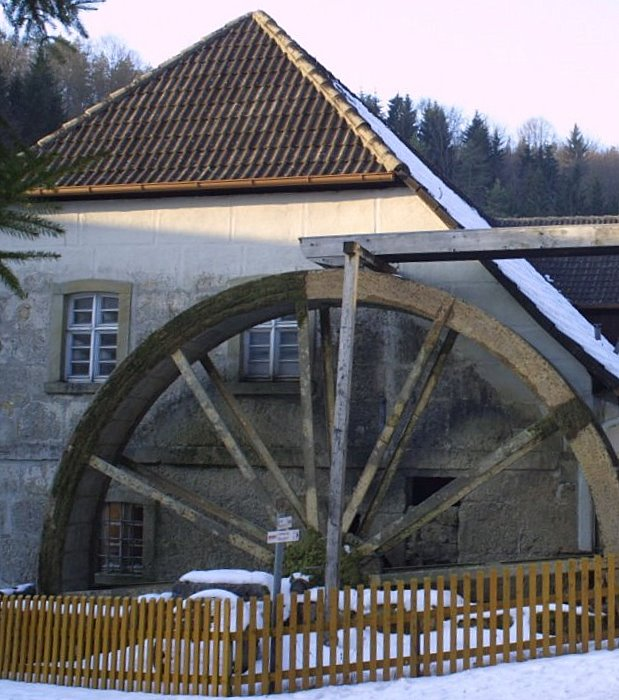
Mühlrad
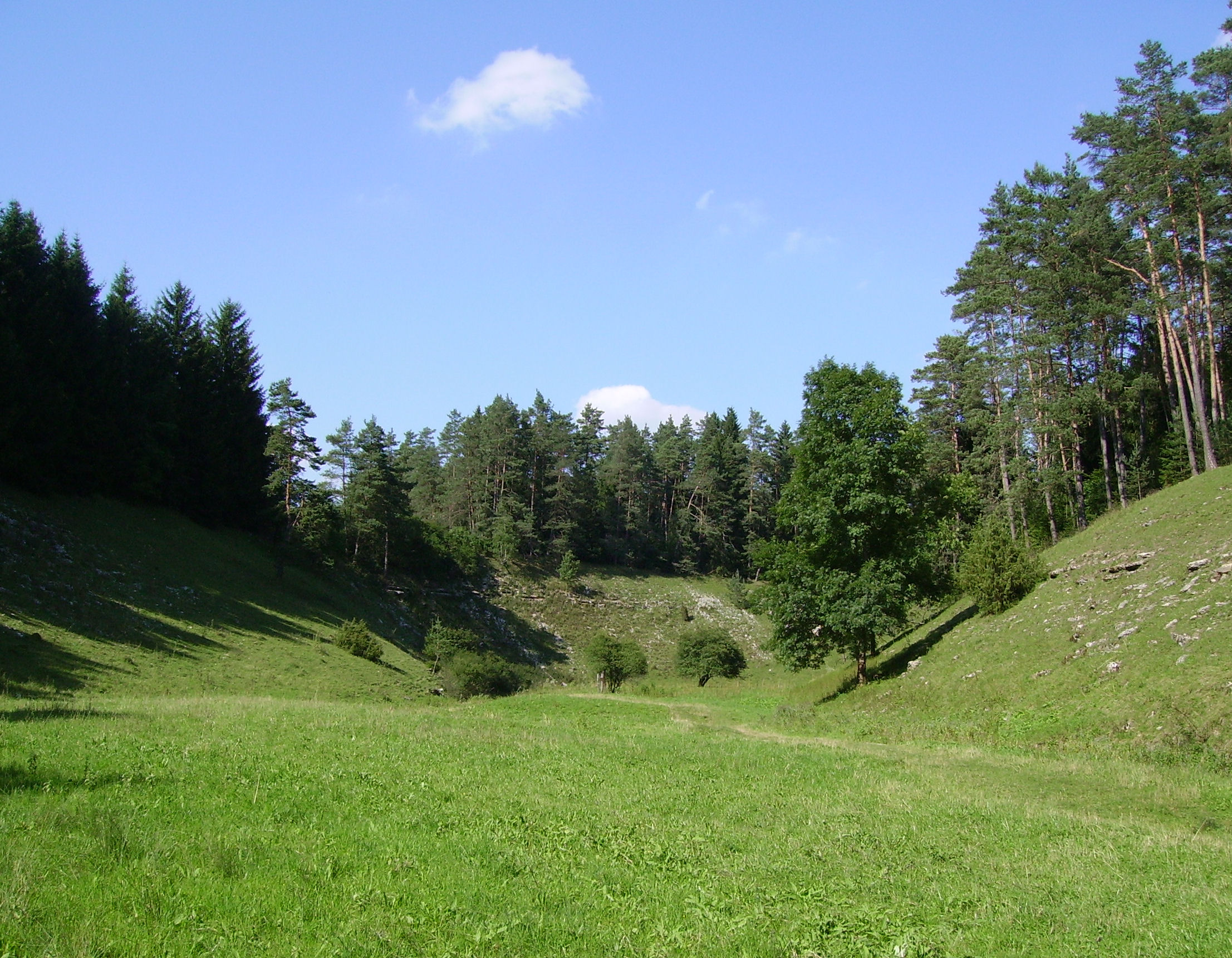
Trockental oberhalb der Leinleiterquelle